# غوتفريد ويلينمان الابن
غوتفريد ويلينمان جونيور مواليد 29 مارس 1920، هو دراج سويسري سابق في صنف سباق الدراجات على الطريق.

## سباقات أو مراحل فاز بها
| التاريخ        | السباق                                                                  | المركز                      |
| -------------- | ----------------------------------------------------------------------- | --------------------------- |
| 16 سبتمبر 1945 | 1945 جراند بريكس دي نيشنز                                               | المرتبة 12 في التصنيف العام |
| 15 سبتمبر 1946 | فولتا كاتالونيا 1946                                                    | المركز الثاني               |
| 01 يناير 1949  | 1949 Züri-Metzgete                                                      | المركز الثالث               |
| 01 يناير 1949  | Tour du Tessin 1949                                                     | المركز الثاني               |
| 06 أغسطس 1949  | طواف سويسرا 1949                                                        | الفائز في التصنيف العام     |
| 01 يناير 1952  | بطولة العالم لسباق الدراجات على الطريق 1952 – سباق الطريق الفردي للرجال | المركز الثاني               |
| 10 مايو 1952   | فليش والون 1952                                                         | الخامس في التصنيف العام     |
| 11 مايو 1952   | لييج-باستون-لييج 1952                                                   | الثامن في التصنيف العام     |

## روابط خارجية
- غوتفريد ويلينمان الابن على موقع أرشيف الدراجات (الإنجليزية)
- غوتفريد ويلينمان الابن على موقع إحصائيات الدراجات الإحترافية (الإنجليزية)
- غوتفريد ويلينمان الابن على موقع CycleBase (الإنجليزية)